# Mertens-Gruppe
Die Mertens-Gruppe (engl. Mertens Group) ist ein vorbereitendes Gremium des Ausschusses der Ständigen Vertreter der Mitgliedstaaten der Europäischen Union. Die Mertens-Gruppe wurde eingesetzt, um bei der Überprüfung der Tagesordnungen für den AStV I technische Einzelheiten und Fragen der Arbeitsgestaltung zu regeln. In diesem Vorbereitungsstadium soll ein erster Überblick über die Standpunkte der Delegationen auf der Tagung des AStV gewonnen werden. Sie wurde 1993 eingerichtet und nach Vincent Mertens de Wilmars (* 1953), dem ersten Vorsitzenden der Gruppe benannt.
Die Mertens-Gruppe besteht aus den direkten Mitarbeitern der stellvertretenden Ständigen Vertreter und einem Vertreter der Europäischen Kommission. An den Sitzungen der Gruppe nehmen außerdem ein Mitglied des Kabinetts des Generalsekretariats sowie ein Beamter des Juristischen Dienstes teil.
Die Gruppe ist damit beauftragt, die Reihenfolge der Tagesordnungspunkte festzulegen, die Beschlüsse über die Punkte unter Teil I der Tagesordnung (A-Punkte) sowie die Beratungen des AStV und des Rates im Bereich Transparenz vorzubereiten. Außerdem soll sichergestellt werden, dass die Kurzniederschriften über die vorangegangenen AStV-Tagungen von den stellvertretenden Ständigen Vertretern gebilligt werden können. In der betreffenden Sitzung teilen die Delegationen auch mit, welche Anträge auf Aufnahme von Punkten unter "Sonstiges" sie stellen werden.
Die Treffen der Mertens-Gruppe finden üblicherweise am Nachmittag vor der Sitzung des AstV I unter dem Vorsitz der Mertens-Präsidentschaft statt.
Das Pendant zur Mertens-Gruppe als vorbereitendes Gremium des AStV II ist die Antici-Gruppe.